# Park Gyu-ri
Park Gyu-ri (hangul: 박규리; hanja: 朴奎利; Seul; 21 de maio de 1988), mais frequentemente creditada na carreira musical apenas como Gyuri (hangul: 규리), é uma cantora, atriz e locutora de rádio sul-coreana. É popularmente conhecida por ter sido integrante do grupo feminino Kara.

## Biografia
Antes de sua carreira musical, ela atuou como atriz infantil. Sua primeira aparição foi em Today is a Nice Day em 1995, onde ela interpretou a namorada do irmão de Kang Ho-dong. Mais tarde, ela apareceu como a versão adolescente da personagem de Kim Jung-eun em Ladies of the Palace em 2001.
Ela é a única filha da popular dubladora coreana Park Sohyun. Foi ela que sugeriu o nome Kara que vem do grego chara (χαρά), que a significa "doce melodia".

## Carreira

### Kara
Kara estreou 29 de março de 2007 com "Break It" no M! Countdown como um grupo de quatro membros. Gyuri foi um dos quatro juntamente com Nicole Jung, Han Seungyeon e Kim Sunghee. Kara foi muitas vezes comparado a Fin.K.L devido ao seu conceito e ao fato de que ambos são da mesma empresa (DSP Media). Sunghee deixou o grupo em março de 2008 devido à pressão dos pais, justamente quando Kara tinha a intenção de fazer o seu retorno. Sunghee falhou em seus exames de faculdade e deixou o grupo. Em 24 de julho de 2008, Kara voltou com dois novos membros, Goo Hara and Kang Jiyoung. Seu novo conceito era "fofo" e "brincalhão".
No dia 4 de dezembro de 2008, Kara fez o seu retorno no M! Countdown com "Pretty Girl". Em fevereiro de 2009, Kara lançou seu segundo mini-álbum "Honey". "Honey" se tornou o primeiro single número 1 do grupo quando chegou ao topo dos charts no M! Countdown e The Music Trend.
Mais tarde em julho de 2009 Kara lançou seu segundo álbum chamado Revolution.
Devido à popularidade das canções "Wanna" e "Mister", a popularidade global do Kara aumentou. Originalmente tendo feito o teste para rapper, Gyuri cantou rap pela primeira vez na canção "Mabeob" (em coreano:  마법) com Nicole.
Em março de 2010, Kara começou a promover seu terceiro mini-álbum Lupin. O álbum foi um sucesso e ganhou o primeiro lugar no KBS Music Bank K-Chart em 12 de março, 19 de março e 26 de março.
Em agosto de 2010, Kara estreou oficialmente no Japão com o "Mister". Depois de sua estreia de sucesso no Japão, Kara lançou seu quarto mini-álbum Jumping em novembro de 2010.
Em 19 de janeiro de 2011, os outros membros do Kara divulgaram um comunicado anunciando que estavam encerrando seu contrato com a DSP Media. Gyuri foi a única a renovar o contrato com a empresa. Mais tarde naquele dia, Goo Hara decidiu renovar seu contrato com a empresa. A disputa do contrato foi posteriormente resolvida, e Kara lançou seu terceiro álbum coreano de estúdio intitulado Step, dia 6 de setembro. A canção-título do álbum, "Step", imediatamente alcançou o topo de várias paradas musicais na Coreia do Sul horas depois de seu lançamento. Até o final de 2011, o álbum já tinha vendido mais de 100.000 cópias na Coreia do Sul.
Dia 18 de fevereiro, Gyuri e resto dos membros do Kara embarcou em sua primeira turnê asiática como atração principal, o Karasia. A turnê atraiu cerca de 150.000 pessoas, com todos os assentos para cada show esgotados. O último show foi transmitido ao vivo através de streaming em sessenta diferentes teatros em todo o Japão, e todos os bilhetes para os cinemas foram esgotados também.
Em 3 de agosto de 2012, DSP Media anunciou que o grupo iria lançar seu quinto mini-álbum coreano no final de agosto e teria como objetivo mostrar os seu charme  mais maduro através do seu conceito. Em 6 de agosto, sua agência revelou o título do álbum, Pandora, baseado na Mitologia grega. O mini-álbum junto com o videoclipe para a faixa-título, "Pandora", foram lançados em 22 de agosto. Até o final de setembro de 2012, o mini-álbum tinha vendido mais de 70.000 cópias.
Em 6 de janeiro de 2013, Kara realizou um show especial de Ano Novo no Tokyo Dome no Japão chamado "Karasia 2013 Happy New Year in Tokyo Dome". O show foi um sucesso completo; tendo os 45.000 bilhetes esgotados dentro de cinco minutos e tornando-se o primeiro grupo feminino coreano a realizar um show no Tokyo Dome.

### Atividades solo
Após a finalização da participação de Nicole no Star Golden Bell, Gyuri foi nomeado como convidado permanente. Ela deveria ter seu próprio segmento no show, mas os produtores não seguiram adiante.
Gyuri fez um dueto intitulado "Day After" com Hong Kyung Min em seu décimo álbum Special Edition, lançado em 04 de fevereiro de 2010.
Em 21 de abril de 2010, foi anunciado que Gyuri iria assumir o cargo de DJ ao lado de Shindong no ShimShimTapa depois de Kim Shinyoung sair. Sua primeira transmissão foi ao ar em 06 de maio de 2010. [carece de fontes?] Em 26 de setembro de 2011, Gyuri anunciou que deixaria de ser DJ o show devido a sua agenda lotada. Sua ultima transmissão foi em 2 de Outubro 2 de 2011.
Gyuri dublou Kate na versão coreana de Alpha and Omega, lançado em fevereiro de 2011.
Em 7 de maio, ela deu uma palestra de uma hora na Seo Woon High School, em Incheon. Gyuri foi convidada para falar por causa de uma pesquisa que perguntava aos alunos de Seo Woon do segundo grau para nomear sua escolha número para uma carreira; esmagadoramente, todos eles responderam que esperavam se tornar celebridades. Como um sênior na indústria, Gyuri foi capaz de dar uma palestra e responder a quaisquer perguntas que os alunos possam ter antes de saltar para esse ramo. Gyuri comentou: "Fui recomendado pela primeira vez para a palestra através de meu professor, e eu rejeitei, porque eu não achava que eu era alguém digno para dar uma palestra sobre o tema. Eu decidi mudar de ideia quando eu percebi que eu tinha a minha mãe para pedir conselhos quando eu estava contemplando a carreira, mas que estes estudantes provavelmente não tem (um famoso na família para poder pedir conselhos). Deve ser tão difícil para eles, então eu mudei de ideia. Espero ser capaz de ajudá-los de alguma forma."
Gyuri foi escalada como a atriz principal em um drama intitulado Nail Shop Paris, e ela interpretou uma mulher que trabalha disfarçada como um homem no salão de beleza titular.

### Musicais
Em 15 de julho de 2011, Gyuri juntou-se ao elenco de 200 Pounds Beauty Musical, que foi exibido nos teatros japoneses. Em 12 de outubro, a DSP Media revelou que Park Gyuri do Kara havia alcançado grande sucesso com sua primeira performance musical de '200 Pound Beauty'! A partir de 8-10 de outubro, Gyuri deu o ponta pé no musical como a principal feminina, esgotando os ingressos para todas as três performances em Osaka. A audiência era composta por todas as idades, desde adolescentes a idosos, que encheu o salão e respondeu com entusiasmo para o show, pedindo "bis" depois do fim das apresentações.
Gyuri foi diagnosticada com nódulos nas cordas vocais em novembro, após as apresentações e ensaios para o musical parecia ter tomado um pedágio em sua garganta. Embora o hospital tenha dito para ela ficar de repouso absoluto, Gyuri recusou-se a descansar e continuou a ensaiar para o musical.
O musical começou na Coreia em 06 de dezembro e durando até o dia 17 de dezembro, tendo um total de seis performances. De acordo com a empresa de produção do show, Show Note, Gyuri trouxe mais de 50% de audiência do público masculino. A audiência média para musicais é composto de 25% a 40% do sexo masculino, fazendo 200 Pounds Beauty significativamente mais elevados na plateia membros masculinos do que a média.

### Apresentadora
Foram oferecidos para Gyuri vários trabalhos de apresentadora no Japão. Ela co-apresentou o 26° Golden Disk Awards em Osaka com Leeteuk do Super Junior. O Golden Disk Awards é um grande evento de premiação de música na Coreia do Sul. A cada ano, os ídolos de vários grupos de K-pop são escolhidos para sediar este importante evento.
Ela também co-apresentou o "Korean, Japanese Fashion Event KISS" com a famosa modelo japonesa Uri Ebihara.
Em eventos Hallyu ela organizou a "Music Bank in Tokyo K-Pop Festival", em 13 de julho de 2011 e "Seoul-Tokyo Music Festival 2011" no dia 9 de novembro.
Ela é frequentemente abordada por numerosas empresas japonesas para servir como apresentadora para eventos por causa de seu japonês fluente, seu modo fluido de apresentar, e também sua habilidade em falar.
Ela apresentou o Yang Yang K-Pop Festival em Naksan Beach dia 23 de fevereiro de 2013.
Gyuri quase apresentou o SGC Super Live 2013 em Tokyo, Japan, dia 2 de junho de 2013.
Elegância, requinte e profissionalismo são as marcas de Gyuri, quando se trata de realização de um evento de marca. Isto é verdade não só para os prêmios, mas também para programas de variedades e entretenimento. Seus trabalhos mais recentes foram nos programas All The K-pop e The Show, ao lado de Seungyeon como MC.

## Vida pessoal

### Cirurgia nas cordas vocais
Em 20 de fevereiro de 2012, a agência do Kara DSP Media relatou, "Park Gyuri será submetida a uma cirurgia em 21 de fevereiro para remover nódulos e pólipos que foram encontrados em suas cordas vocais. Em sua situação, ela precisará fazer uma cirurgia ou então será difícil para ela estar trabalhando como cantora. Gyuri tem trabalhado duro, por isso a situação se acumulou. Gyuri tem sido ativo promovendo na Coreia do Sul e no exterior. Embora Gyuri soubesse sobre sua condição, ela adiou sua cirurgia, a fim de realizar o musical 200 Pound Beauty em que ganhou o papel principal, e para se apresentar no primeiro show independente do KARA o KARASIA. Ela voou de e para a Coreia do Sul e Japão e agora estão tendo a sua primeira turnê asiática, com o seu muito ocupado horário, uma cirurgia precisará ser feita". DSP Media continuou, "A prioridade de Gyuri é focar na reabilitação para garantir uma rápida recuperação. KARA tem uma turnê asiática que começa no Japão em abril deste ano, por isso estamos indo com um programa de reabilitação especial que permitirá que Gyuri se recuperare totalmente antes disso."

## Vinda ao Brasil
Gyuri veio ao Brasil junto ao programa “SNS 원정대 일단 띄워” (“SNS One Float Expedition”) da SBS. Este programa tem como objetivo enviar artistas coreanos para uma rota, a qual não se tem nada planejado, onde os próprios artistas devem pedir a ajuda de seus fãs por meio da redes sociais. Desta forma, os fãs e quem estiver no local, devem ajudar o máximo possível. A missão é descobrir até onde a rede social pode lhe ajudar e que tipo de rota ela irá criar para as suas “vítimas”, ultrapassando barreiras culturais, a diferença no idioma e contar com a colaboração de pessoas desconhecidas, e claro, mostrar também um pouco do país sede da copa do mundo de 2014. Gyuri se encontra num dilema, preocupada em saber como sobreviver no Brasil ela brinca: “Será que devo aprender samba aqui e fazer um show de samba lá?”.
Em 24 de março, o elenco e a produção embarcaram para o Brasil no voo 261 pela companhia Emirates Airlines, desembarcando terça-feira, 25, as 18:40, no Aeroporto Internacional de Guarulhos, em São Paulo sendo recebidos por fãs onde gravaram uma apresentação do programa ainda no aeroporto.
No dia seguinte, conheceram o famoso Mercado Municipal de São Paulo e seguiram para seus próximos destinos, separados em 2 grupos, o grupo de Gyuri foi conhecer as praias de Paraty. Dia 27, compartilhou fotos com comidas típicas brasileiras e de pontos turísticos dos lugares que visitou.
Na manhã de Sábado, dia 29, embarcou para o Rio de Janeiro, e já encontrou com o transito da capital carioca, mas também pode conhecer as maravilhas da cidade. Foi à praia, visitou a catedral, praticou esportes de diversas modalidades como futebol, judô, voar de asa delta e andar de moto. Gyuri e HyunJin experimentaram dançar em ritmo brasileiro.
Em 1º de abril saíu do Rio a caminho de Manaus, Amazonas, para experimentar mais experiências inesquecíveis no Brasil. Andou de barco, comeu peixe, brincou com golfinhos.
Sábado, dia 5, a partir das 15:00 horas do sábado, Gyuri fez um fanmeeting que reuniu cerca de 200 fãs que receberam autógrafos e depois puderam assistir a uma apresentação da cantora, com o grupo cover de São Paulo, da música Pandora nos palcos do auditório da Igreja Católica SeongKim DaeGeon. No meio do evento os demais membros do programa apareceram para cumprimentar os fãs e JinWoon subiu no palco com Gyuri para mostrar a coreografia do flashmob organizado por eles, que aconteceu no dia seguinte no Parque da Luz.
Após o flashmob foi oferecido um churrasco para os fãs, no mesmo local do dia anterior, onde fãs e artistas conseguiram interagir um pouco, eles agradeceram a ajuda e se despediram calorosamente.
Alguns fãs ainda compareceram ao aeroporto na noite de segunda-feira, para acompanhar o embarque dos artistas e da produção. E mesmo cansados eles distribuíram autógrafos, alguns deles conversaram e tiraram fotos com o público, finalizando assim a estadia no Brasil.

## Discografia

### Participações em soundtracks e performances solo
| Ano  | Álbum                                    | Música                                            | Duração | Nota |
| ---- | ---------------------------------------- | ------------------------------------------------- | ------- | --- |
| 2010 | MBC Music Travel LaLaLa Live Vol. 7      | "Gil (Road)"                                      | 04:00   | No Brain feat. Gyuri, SeungYeon & Nicole |
| 2010 | MBC Music Travel LaLaLa Live Vol. 11     | "Bingeul Bingeul" (빙글빙글)                      | 03:55   | No Brain feat. Gyuri & KARA |
| 2010 | Hong Kyung Min Vol. 10 – Special Edition | "Day After" (일 후)                               | 03:21   | Dueto com Hong Kyung Min |
| 2010 | —                                        | "If U Cannot"                                     | 03:43   | Park Jung-min feat. Gyuri |
| 2010 | G20 Seoul Summit 2010 Project Album      | "Let's Go"                                        | 03:34   | Com Lee Changmin, Jun. K, Bumkey, Gayoon, Kahi, ANNA, Yong JunHyung, G.NA, Luna, Seohyun, IU, G.O, Min, JaeKyung, JongHyun, Jieun, Seo In-guk, Son Dam Bi e Sungmin |
| 2010 | Daemul OST                               | "My Love" (내 사랑)                               | 04:23   | Dueto com Kang Jiyoung |
| 2011 | 200 Pounds Beauty OST                    | "Maria"                                           | 03:21   | Solo |
| 2011 | 200 Pounds Beauty OST                    | "Beautiful Girl"                                  | 01:55   | Solo |
| 2011 | City Hunter OST                          | "Look Only At You" (그대만 봐요)                  | 04:13   | Solo |
| 2011 | Love Is Elsewhere OST                    | "Indecisive" (갈팡질팡)                           | 03:36   | Dueto com Cho Hyun Young (Rainbow) |
| 2012 | Tasty Life OST                           | "I Love You More Than The Soul" (영혼보다 사랑해) | 03:48   | Solo |
| 2012 | Kara Collection                          | "Daydream" (백일몽)                               | 03:50   | Solo |
| 2012 | The Great Seer OST                       | "Breaking Fate" (운명을 깨고)                     | 03:59   | Solo |
| 2012 | Kara Solo Collection                     | "Daydream" (versão japonesa)                      | 03:50   | Solo |
| 2013 | Nail Shop Paris OST                      | "I Will Wait For You" (기다릴 거에요)             | 03:46   | Solo |
| 2013 | Galileo 2 OST                            | "Kiss"                                            | 04:14   | Solo |
| 2013 | Galileo 2 OST                            | "The Most Loved"                                  | 05:46   | Solo |
| 2013 | —                                        | "Anata Ga Iru Kara"                               | 04:22   | Solo (live) |
| 2014 | Inspiring Generation OST                 | "Dream A Little Dream Of Me" (내 작은 꿈을 꿈)    | 02:55   | Cover de Mama Cass do OST |
| 2014 | —                                        | "Rolling In The Deep"                             | 03:50   | Solo (live) |
| 2014 | Secret Love OST                          | "First Love" (첫사랑)                             | 03:30   | Dueto com SeungYeon |
| 2014 | Blade Man OST                            | "Hello"                                           | 03:02   | Dueto com SeungYeon |
| 2014 | W Foundation Campaign                    | "Talk About Love"                                 | 04:56   | Com vários artistas |
| 2014 | —                                        | "Goodbye Days"                                    | 04:32   | Dueto com SeungYeon |
| 2014 | —                                        | "Hush Hush; Hush Hush"                            | 04:31   | Solo (live) |
| 2015 | In Love                                  | "Peek-A-Boo"                                      | 03:18   | Dueto com Heo YoungJi |
| 2015 | In Love                                  | "Dreamlover"                                      | 03:29   | Dueto com Han SeungYeon |
| 2015 | The Little Prince 6th Single             | "The Little Prince"                               | 03:34   | Gyuri x From the Airport |
| 2015 | The Little Prince 6th Single             | "Return"                                          | 03:24   | Gyuri x From the Airport |
| 2015 | One Dream One Korea Project              | "One Dream One Korea"                             | 04:56   | Gyuri, Byun Baekhyun, Ailee e mais |
| 2015 | —                                        | "Sakura"                                          | 05:35   | Solo |
| 2015 | —                                        | "Endless Rain"                                    | 06:35   | Solo |
| 2016 | Two Rooms, Two Nights OST                | "Spring Now"                                      | 03:36   | Música do seu primeiro filme |

## Filmografia

### Filmes
| Ano  | Titulo                | Personagem | Nota                                                                  |
| ---- | --------------------- | ---------- | --------------------------------------------------------------------- |
| 2011 | Alpha and Omega       | Kate       | Dublou Kate na versão coreana do filme, lançado em fevereiro de 2011. |
| 2013 | KARA The Animation    | Ela mesma  | Dublou ela mesma nessa animação japonesa.                             |
| 2016 | Two Rooms, Two Nights | Mi-Na      | Primeiro filme dela                                                   |

### Séries de televisão
| Ano         | Titulo               | Network   | Nota                                                               |
| ----------- | -------------------- | --------- | ------------------------------------------------------------------ |
| 1995        | Today is a Nice Day  | MBC       | Como namorada do irmão de Kang Ho Dong                             |
| 2001 - 2002 | Ladies of the Palace | SBS       | Como a versão adolescente de Kim Jung Eun                          |
| 2008        | The Person Is Coming | MBC       | Gang de estudantes, junto com Goo Hara, Nicole Jung e Kang Jiyoung |
| 2009        | Hero                 | MBC       | cameo                                                              |
| 2011        | URAKARA              | TV Tokyo  | Ela mesma                                                          |
| 2012        | Reckless Family      | MBC       | Ela mesma                                                          |
| 2012        | What's Mom           | MBC       | Ela mesma                                                          |
| 2013        | Nail Shop Paris      | MBC       | Hong Yuh Joo                                                       |
| 2014        | Secret Love          | DRAMAcube | Park Sun Woo                                                       |
| 2016        | Jang Yeong-sil       | KBS1      | Joo Bu-ryeong                                                      |

### Programas de variedades
| Ano         | Titulo                                       | Network | Nota                                             |
| ----------- | -------------------------------------------- | ------- | ------------------------------------------------ |
| 2009 - 2010 | Sunday Sunday Night’s “Parody Theater”       | MBC     | Go Eung-chan (The 1st Shop of Coffee Prince)     |
| 2009 - 2010 | Star Golden Bell                             | KBS     | Convidada permamente                             |
| 2009 - 2010 | Strong Heart (TV series)                     | SBS     | Episódios 4, 5, 13, 14, 51, 52, 100, 101         |
| 2010        | Good Time 230                                | SBS     | Com Shindong                                     |
| 2011        | 100 Points Out of 100 Points (Oh! My School) | KBS     | Episódio 10                                      |
| 2011        | Secret                                       | KBS     | Episódios 17 - 18                                |
| 2011        | Lulu Lala                                    | MBC     | 11 de Dezembro de 2011 – 19 de Fevereiro de 2012 |
| 2012        | Running Man                                  | SBS     | Episódios 93 (Survival Race) - 94 (Wedding Race) |
| 2012        | Jewellery House                              | MBC     | MC                                               |
| 2013 - 2014 | All The K-pop                                | MBC     | MC com SeungYeon                                 |
| 2014        | Weekly Idol                                  | MBC     | Convidada com o KARA                             |
| 2014        | Utchasa                                      | SBS     | Convidada com Heo Youngji                        |
| 2014        | First Day Of Work                            | tvN     | Convidada                                        |
| 2014        | Yoo Jae Suk's I Am A Man                     | KBS     | Convidada com KARA                               |

### Apresentadora de premiaçõs
| Ano  | Titulo                  | Network | Papel                                    |
| ---- | ----------------------- | ------- | ---------------------------------------- |
| 2012 | 26th Golden Disk Awards | KBS     | Apresentadora com Leeteuk, Hongki e Suzy |

### Apresentadora de festivais
| Ano  | Titulo                                | Network | Papel         |
| ---- | ------------------------------------- | ------- | ------------- |
| 2011 | "Music Bank World Tour" in Tokyo      | KBS     | Apresentadora |
| 2011 | Seoul-Tokyo Music Festival            | SBS     | Apresentadora |
| 2012 | "Korean, Japanese Fashion Event KISS" |         | Apresentadora |
| 2013 | "Yang Yang K-Pop Festival"            | MTV     | Apresentadora |
| 2013 | "SGC Super Live 2013"                 | N.SONIC | Apresentadora |

### Musical
| Ano  | Titulo            | Personagem | Nota         |
| ---- | ----------------- | ---------- | ------------ |
| 2011 | 200 Pounds Beauty | Jenny      | Protagonista |

### Comerciais
| Ano  | Comercial                        | Nota                        |
| ---- | -------------------------------- | --------------------------- |
| 2006 | Lotte Beauty Like Pomegranate CF | (Pre-debut)                 |
| 2010 | Karaya                           | Com Goo Hara e Kang Jiyoung |
| 2011 | Nature Republic                  | Com Goo Hara e Kang Jiyoung |
| 2012 | Shu Uemura                       | Até 2013                    |
| 2013 | Anna Sui                         |                             |

## Radio
| Data                                         | Nome                                             | Nota                                     |
| -------------------------------------------- | ------------------------------------------------ | ---------------------------------------- |
| 23 de Setembro de 2009 – 14 de Abril de 2010 | Super Junior's Kiss the Radio (Sukira)           | DJ convidada permanente com Kang Jiyoung |
| Maio de 2009 - Agosto de 2009                | Donggo Dongrak Radio                             | Colaboração                              |
| Janeiro de 2009                              | Starry Night Radio                               | Colaboração                              |
| 5 de Maio de 2010 - 3 de Outubro de 2011     | MBC "Stop the Boring Time" (ShimShimTaPa (SSTP)) | Com Shindong                             |
| Janeiro de 2010 - Abril de 2010              | SS501 Music High                                 | Com Park Jungmin (SS501)                 |